# Epidendrum chalcochromum
Epidendrum chalcochromum là một loài thực vật có hoa trong họ Lan. Loài này được Hágsater mô tả khoa học đầu tiên năm 2006.